# 大湖特快
大湖特快快速輪渡（Lake Express High-Speed Ferry）是一家美国航運公司，在威斯康星州密尔沃基和密歇根州马斯基根之间運營，提供横跨密歇根湖的季节性渡轮服务。大湖特快的码头和公司总部位于密尔沃基港附近，該公司的渡轮在經過两个半小时内穿越密歇根湖，行程约为80英里（約合70海里；130公里）。